# Marmite
El Marmite és un aliment pastós i de color fosc fet a partir d'extracte de llevat, que és el resultat del procés d'elaboració de la cervesa. El fabrica la companyia anglesa Marmite Food Extract Company. El seu gust característic l'ha fet famós per diferenciar clarament aquells que l'odien d'aquells que l'adoren, cosa que ha motivat la creació del seu eslògan (love it or hate it, adora'l o odia'l). Aquesta pasta salada per untar és popular als països anglosaxons, especialment a Anglaterra i Nova Zelanda (on es fabrica la variant Vegemite). S'utilitza com un ingredient més per cuinar. De fet, està catalogat com un aliment saboritzant, però és més habitual menjar-lo en torrades.
El Marmite és cent per cent vegetal, sense gluten, baix en calories i té una elevada quantitat de sodi i glutamat. A més, té una elevada quantitat de vitamines del grup B, raó per la qual s'acostuma a recomanar com a suplement per a persones amb anèmia, bebès, embarassades o vegans. Fins i tot pot ser un remei per a la ressaca. A banda d'utilitzar-se per a l'alimentació de les persones, també es pot fer servir com a antimosquits.

## Història
El marmite va néixer a finals del segle XIX com una manera de reciclar l'extracte de llevat que sobrava de la producció de cervesa. Aquest fet va ser descobert pel químic alemany Justus von Liebig, que va esbrinar com concentrar el llevat per a després envasar-lo i consumir-lo com a aliment.
La indústria cervesera britànica era una de les més importants en aquella època. La companyia Marmite Food Extract Company va néixer l'any 1902 en un garatge en desús a la localitat de Burton upon Trent, a Staffordshire (Regne Unit), a dues milles de la cerveseria Bass, la qual s'havia establert en aquesta ciutat l'any 1777. A partir d'aquesta cerveseria, avui dia s'obté part de l'extracte de llevat que es fa servir per produir marmite. Al principi, el Marmite va trigar a comercialitzar-se, però finalment va sortir al mercat el divendres 13 de juny del 1902, dia dolent pels supersticiosos. Tot i això, ràpidament va tenir acceptació i en un any va guanyar una medalla d'or a lExposició Universal de Cuina i Alimentació del 1903, i una altra a lExposició de Grocery del 1903. Cinc anys després de llançar-se al mercat, al 1907, era ja tan popular que van haver d'obrir una nova fàbrica a Camberwell Green, a Londres, que actualment és un consultori mèdic. L'any 1927, van establir una altra seu a un edifici de cerveseria a Vauxhall, Londres, que pertanyia a New London Brewery Co., la qual va liquidar l'any 1925. Aquest edifici va funcionar com a segona planta i es va mantenir fins que va plegar l'any 1967. El Marmite s'ha anat fent més i més popular al llarg dels anys, fins a convertir-se en un tresor nacional britànic de culte.

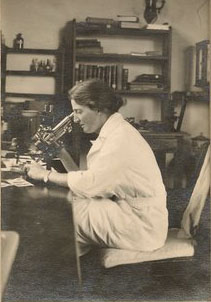
Imatge 1. Lucy Wills, descobridora de l'àcid fòlic

La recepta original contenia sal, api i espècies. Posteriorment, la recepta va ampliar-se per incloure-hi àcid fòlic, vitamina B₁₂, tiamina i riboflavina en altes quantitats, cosa que el fa un aliment nutricionalment saludable i que permet situar-lo entre els productes essencials en casos de desnutrició o malària. Tant és així que a principis del segle xx, aquest producte va començar a servir-se a les tropes britàniques durant la Primera Guerra Mundial com a font de nutrients essencials per combatre l'esclat de beri-beri. Durant la Segona Guerra Mundial també se'n va subministrar, tant a tropes com a civils.
Durant els anys posteriors a la fundació de la Marmite Food Extract Company, el producte va aparèixer i es va popularitzar a Nova Zelanda i Austràlia endolcit amb caramel. També va aparèixer als Estats Units sota el nom de Vegex, així com a Suïssa amb el nom de Cenovis. Anys més tard, a la dècada de 1930, aquest producte va ser utilitzat per la científica anglesa Lucy Wills, descobridora de l'àcid fòlic, per tractar l'anèmia perniciosa en pacients a l'Índia. Posteriorment, es va continuar enviant marmite a les tropes britàniques a la Guerra de Kosovo.
Cap a la dècada de 1950, la publicitat anava enfocada a la salut dels infants i es donava com a aliment a les clíniques de tot el Regne Unit. Posteriorment, a l'any 1984, Marmite va decidir canviar la tapa de cargol metàl·lica per una de plàstic. Llavors, els aficionats van posar el crit al cel. Finalment, el 2000, Unilever va adquirir la companyia.

## Producció
Vegeu també: extracte de llevat, procés de fermentació 
La producció d'extracte de llevat és molt similar a la del marmite i es divideix en 5 etapes diferents. La primera és la fermentació, amb la qual s'aconsegueix una pasta viscosa i cremosa de llevat. Després es fa la disrupció cel·lular, que es dona el procés d'autòlisi i durant la qual es trenquen les cèl·lules per obtenir el contingut de l'interior. Es continua amb la centrifugació, que té com a objectiu l'eliminació de les parets cel·lulars perquè només quedi l'extracte de llevat. En essència, l'extracte de llevat és tot el conjunt dels components naturals del llevat, però sense la paret cel·lular de l'organisme. Després es fa un procés d'evaporació i concentració per tal d'aconseguir una pasta amb un contingut de matèria seca en un rang de 70-80%. Finalment, es fa un assecatge, que és opcional i es fa segons l'ús final que es vulgui donar a l'extracte. El resultat d'aquest procés és un extracte de llevat en pols.

Pel que fa la producció del marmite, el llevat utilitzat prové de destil·leries d’arreu de Gran Bretanya, un excés de llevat considerable, unes set vegades més llevat del que tenien al principi de la producció de cervesa. Aquest llevat pot ser reciclat per la mateixa cervesera per fer-ne més producte però com a conseqüència de l'ús l'organisme va perdent la capacitat de fermentació, es "desgasta". És llavors quan es pot aprofitar per a la formació d'altres productes, com el marmite. En primer lloc, es fa un rentat amb àcid per evitar qualsevol tipus de contaminació per part de bacteris. A continuació, el llevat desgastat es retira i es transporta a la fàbrica de Marmite on es farà un tractament a 50 °C aproximadament junt a aigua per trencar les parets cel·lulars, ja que el que interessa és el líquid de dins de les cèl·lules. Aquesta temperatura produeix una disrupció cel·lular, anomenada autòlisi, fet que provocarà que la cèl·lula alliberi el seu contingut a la solució. Seguidament, es passa la solució per un vibrador que eliminarà tots els residus gruixos, però el líquid quedarà ple de restes de llevat que són massa petites per ser filtrades i, conseqüentment, es farà una centrifugació. El líquid resultant es porta a un tanc d’evaporació per eliminar l’aigua i l’alcohol, donant com a resultat un producte concentrat molt més fosc i viscós. Aquest és passat per una altra premsa de filtrat i un segon evaporador per donar, finalment, l'extracte de llevat. Per acabar, s’afegeix l’ingredient secret que fa el marmite realment el que és. Segons la marca, la barreja secreta conté ordi, sal, concentrat vegetal i api. Cada lot que surt és lleugerament diferent, per tant, per assegurar que es manté el mateix sabor en tots els pots de producte final, el que fan és barrejar diferents lots. Un cop està acabat el producte, es prova i s’autoritza el lot.

## Propietats nutricionals

Imatge 2. Marca de la European Vegetarian Union

El marmite és un aliment halal i vegà per la qual cosa compta amb les certificacions oficials tant de la Halal Food Authority com de la European Vegetarian Union. Malgrat això, pot tenir un gust semblant al carni. El seu contingut baix en greix, poc calòric i ric en àcid fòlic, vitamina B₁₂, tiamina i riboflavina fa que estigui considerat com un aliment saludable. El marmite és ric en vitamines del grup B, inclosa la tiamina (B1), riboflavina (B2), niacina (B3), àcid fòlic (B9) i vitamina B₁₂.
| Valors típics | per 100 g        | per 100 g             | Per porció **               | Per porció **         | %* per porció ** | %* per porció **      |
| --- | ---------------- | --------------------- | --------------------------- | --------------------- | ---------------- | --------------------- |
| Valors típics | Marmite Original | Marmite amb menys sal | Marmite Original            | Marmite amb menys sal | Marmite Original | Marmite amb menys sal |
| Energia (kJ) | 1100 kJ          | 1153 kJ               | 88 kJ                       | 92 kJ                 | 1%               | 1%                    |
| Energia (kcal) | 260 kcal         | 271 kcal              | 21 kcal                     | 22 kcal               | 1%               | 1%                    |
| Greix (g) | <0.5 g           | <0.5 g                | <0.5 g                      | <0.5 g                | 1%               | 1%                    |
| dels quals saturals (g)                                                                                            | <0.1 g           | <0.1 g                | <0.1 g                      | <0.1 g                | 1%               | 1%                    |
| Carbohidrats (g)                                                                                                   | 30 g             | 29 g                  | 2.4 g                       | 2.3 g                 | 1%               | 1%                    |
| dels quals sucres (g)                                                                                              | 1.2 g            | 0.6 g                 | <0.5 g                      | <0.5 g                | 1%               | 1%                    |
| Proteïna (g) | 34 g             | 39 g                  | 2.7 g                       | 3.1 g                 | 5%               | 6%                    |
| Sal (g) | 10.8 g           | 6.1 g                 | 0Controvèrsia referències g | 14%                   | 8%               |                       |
| Tiamina (B1) (mg)                                                                                                  | 7.7 mg           | 13.6 mg               | 0.62 mg                     | 1.09 g                | 56%              | 99%                   |
| Riboflavina (B2) (mg)                                                                                              | 6.8 mg           | 8.5 mg                | 0.54 mg                     | 0.68 mg               | 39%              | 49%                   |
| Niacina (mg) | 69 mg            | 86 mg                 | 5.5 mg                      | 6.9 mg                | 34%              | 43%                   |
| Àcid fòlic (μg) | 1250 μg          | 1500 μg               | 100 μg                      | 120 μg                | 50%              | 60%                   |
| Vitamina B₁₂ (μg)                                                                                                  | 24 μg            | 25 μg                 | 1.9 μg                      | 2 μg                  | 76%              | 80%                   |
| *% en referència a la ingesta mitjana d'un adult (8400 kJ / 2000 kcal) **1 porció= 8 g. (el pot conté 31 porcions) |                  |                       |                             |                       |                  |                       |

### Contingut en sodi

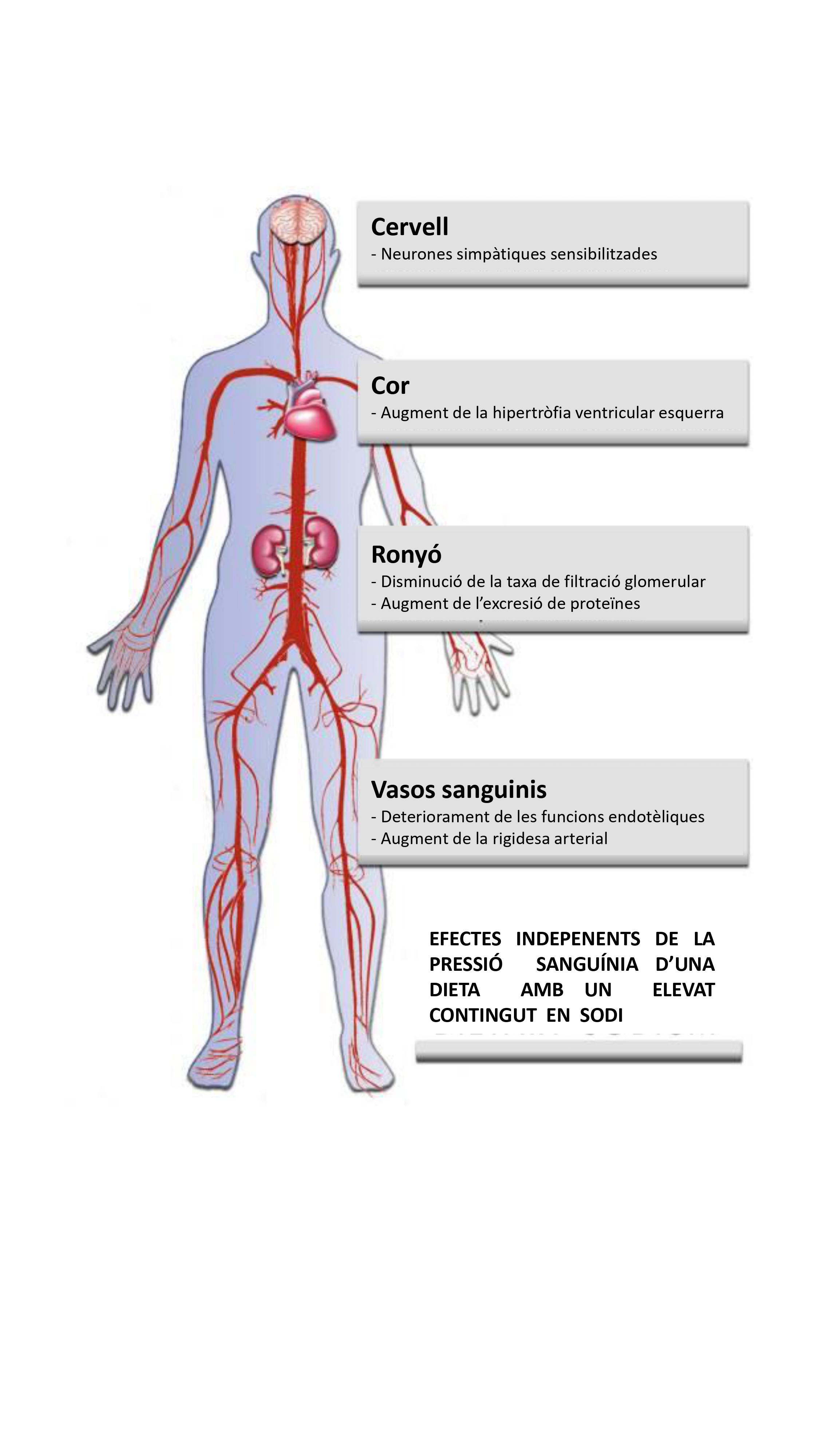
Imatge 3. Esquema resum dels efectes d'un elevat contingut de sodi a la dieta.

Per altra banda, el contingut elevat de sodi del marmite ha estat motiu de controvèrsia i preocupació. El sodi és un dels elements essencials per als humans, però que si es consumeix en excès pot arribar a causar greus problemes de salut, especialment en persones amb patologies com hipertensió, insuficiències cardíaques, diabetis, entre d'altres. De fet, s'ha comprovat que un excès de sal, manera habitual d'incorporació de sodi a la dieta, pot afectar negativament òrgans importants com són els ronyons, el cervell i el cor, independentment de la pressió sanguínia (veure imatge 3). Més del 70 % del sodi que s'incorpora per la dieta prové d'aliments preparats, els quals són cada cop més habituals arreu del món. És per això que institucions com l'FDA i l'Organització Mundial de la Salut (OMS) recomanen reduir la ingesta diària d'aquests i mantenir, en adults, el consum de sodi en menys de 2300 mg per dia i el consum de sal en menys de 5 g per dia.

| « | Traducció del castellà: Els Estats Membres de l'OMS han acordat reduir en un 30% el consum de sal de la població mundial d'aquí a 2025. | Traducció del castellà: La reducció de la ingesta de sal es considera una de les mesures més costoeficaces que els països poden prendre per millorar la situació sanitària de la població. Les mesures principals de reducció generaran un any més de vida sana a un cost inferior a l'ingrés anual mitjà o al producte intern brut per persona. | » |
| — Organització Mundial de la Salut (OMS), https://www.who.int/es/news-room/fact-sheets/detail/salt-reduction | | |   |

La FDA definieix el % VD com el percentatge del valor diari per a cada nutrient en una porció de l'aliment i mostra quina quantitat d'un nutrient contribueix amb la dieta diària total. Per això, per evaluar el contingut en sal del marmite, és rellevant la quantitat per porció enlloc del percentatge a granel del marmite.

### Niacina (B3) i àcid fòlic (B9)

#### Marmite i la dieta en embarassades
Des dels anys noranta, les organitzacions sanitàries d’arreu del món han dissenyat estratègies per augmentar la ingesta d'àcid fòlic en les dones abans i durant les primeres setmanes d’embaràs. L’ingesta de vitamina B disminueix la incidència de defectes del tub neural (NTD) i el risc d’avortament. A més de l’àcid fòlic, la vitamina B3 (coneguda com a niacina) també ajuda a corregir la manca de nutrients que pot conduir a malformacions en el fetus. Aquestes dues vitamines són trobades al marmite, la carn i a les verdures. Llavors, un canvi en la dieta de les embarassades suplementant amb vitamina B9 (àcid fòlic) i vitamina B3 (niacina) podria suposar una reducció en el risc d'avortament i en el risc de malformació del fetus.

### Consideracions
S'ha d'evitar consumir marmite si una persona pren un antidepressiu MAOI, com la fenelzina (Nardil) o la trancilcipromina (Parnate), ja que els extractes de llevat interactuen negativament amb aquest tipus de medicaments a causa del seu contingut en tiramina. Aquesta interacció pot provocar hipertensió en el pacient.

## Productes similars
El marmite té un sabor característic i distingible, però no és l'únic producte del mercat amb sabor, textura i propietats similars. Aquesta popular pasta d'extracte de llevat té la seva versió en diferents països.

### Vegemite vs Marmite
Vegeu també: vegemite
El producte similar més conegut és l'australià Vegemite, que va sorgir l'any 1922 després de la interrupció d'importació de marmite causada per la Segona Guerra Mundial i és una "copia" de l'anglès encarregada per la Fred Walker Company (actual Kraft Company) i feta pel doctor Cyril P Callister, un tecnòleg dels aliments els anys 30.
Tots dos productes tenen un embalatge similar, usos i ingredients principals idèntics, però hi ha diferències apreciables. El vegemite té una textura més pastosa, similar a la mantega de cacauets, i un color més fosc, gairebé com la xocolata. Per la seva banda, el marmite s'apropa més a la textura del xarop o la mel i al color marró del caramel. Tot i que el sabor és un punt subjectiu, com a aspecte general, es pot dir que el vegemite té un sabor predominantment salat, considerable com a umami, mentre que el marmite és més suau i amb un lleuger punt dolç. Aquestes diferències són mínimes i estan subjectes a les preferències del consumidor, que normalment prefereix el sabor al qual hi està més acostumat. Hi ha altres diferències que sí son mesurables i objectives, que es recullen a la taula 2, com ara el contingut energètic.
| Valors típics | per 100 g | per 100 g | Per porció ** | Per porció ** | %* per porció ** | %* per porció ** |
| --- | --------- | --------- | ------------- | ------------- | ---------------- | ---------------- |
| Valors típics | Marmite   | Vegemite  | Marmite       | Vegemite      | Marmite          | Vegemite         |
| Energia (kJ) | 1100 kJ   | 729 kJ    | 88 kJ         | 36 kJ         | 1%               | <1%              |
| Greix (g) | <0.5 g    | <1 g      | <0.5 g        | <1 g          | 1%               | <1%              |
| dels quals saturals (g) | <0.1 g    | <1 g      | <0.1 g        | <1 g          | 1%               | <1%              |
| Carbohidrats (g) | 30 g      | 11.1 g    | 2.4 g         | <1 g          | 1%               | <1%              |
| dels quals sucres (g) | 1.2 g     | 2.4 g     | <0.5 g        | <1 g          | 1%               | <1%              |
| Proteïna (g) | 34 g      | 25.9 g    | 2.7 g         | 1.3 g         | 5%               | 3%               |
| Sal (g) Sodi en el cas del Vegemite | 10.8 g    | 3.3 g     | 0.86 g        | 0.165 g       | 14%              | 7%               |
| Tiamina (B1) (mg) | 7.7 mg    | 11 mg     | 0.62 mg       | 0.55 mg       | 56%              | 50%              |
| Riboflavina (B2) (mg) | 6.8 mg    | 8.6 mg    | 0.54 mg       | 0.43 mg       | 39%              | 25%              |
| Niacina (mg) | 69 mg     | 50 mg     | 5.5 mg        | 2.5 mg        | 34%              | 25%              |
| Àcid fòlic (μg) | 1250 μg   | 2000 μg   | 100 μg        | 100 μg        | 50%              | 50%              |
| Vitamina B₁₂ (μg) | 24 μg     | -         | 1.9 μg        | -             | 76%              | -                |
| Potassi (mg) | -         | 3300 mg   | -             | 165 mg        | -                | -                |
| Fibra alimentària | -         | 12.5 g    | -             | 0.6 g         | -                | 2%               |
| *% en referència a la ingesta mitjana d'un adult: 8400 kJ segons Marmite i 8700 kJ segons Vegemite **1 porció = 8 g segons Marmite i 5 g segons Vegemite |           |           |               |               |                  |                  |

### Altres productes similars
Arreu del món han sorgit altres productes similars. A Alemanya, des del 1925, trobem el Vitam-R, amb un lleuger toc picant que el diferència d'altres productes semblants. Des del 1931, es comercialitza el Cenovit a Suïssa, amb especial popularitat a la regió de Romandie i que també té la seva versió brasilera amb el mateix nom.

## Edicions especials

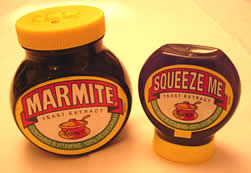
Imatge 5. Recipient de marmite convencional i recipient exprimible

Durant els més de 100 anys d'història del marmite el seu empaquetatge original ha patit relativament pocs canvis. La versió convencional del Marmite és un pot de 250g però també ve amb un rang de mides de 125g, 500g, 200g i 400g i des del 2006 està al mercat una versió exprimible i més petita. Al llarg dels anys s'han posat al mercat diverses edicions limitades i commemoratives que en alguns casos han esdevingut objectes de col·leccionistes. Algunes d'aquestes edicions es basaven en afegir una petita quantitat d'alcohol al producte com l'edició Guinness del 2007 o la de xampany del 2008. Altres edicions juguen amb la imatge del recipient per fer-la adient per a cada situació, com ara la realitzada pel segon aniversari de diamant de la reina Elizabeth l'any 2012 o l'edició del conegut com a summer of Love, o estiu de l'amor, i l'edició especial del nadal del 2012, la qual contenia motes d'or comestible en pols. Des del 2015, els consumidors tenen la possibilitat de personalitzar els seus envasos de Marmite afegint els seus noms a les etiquetes.

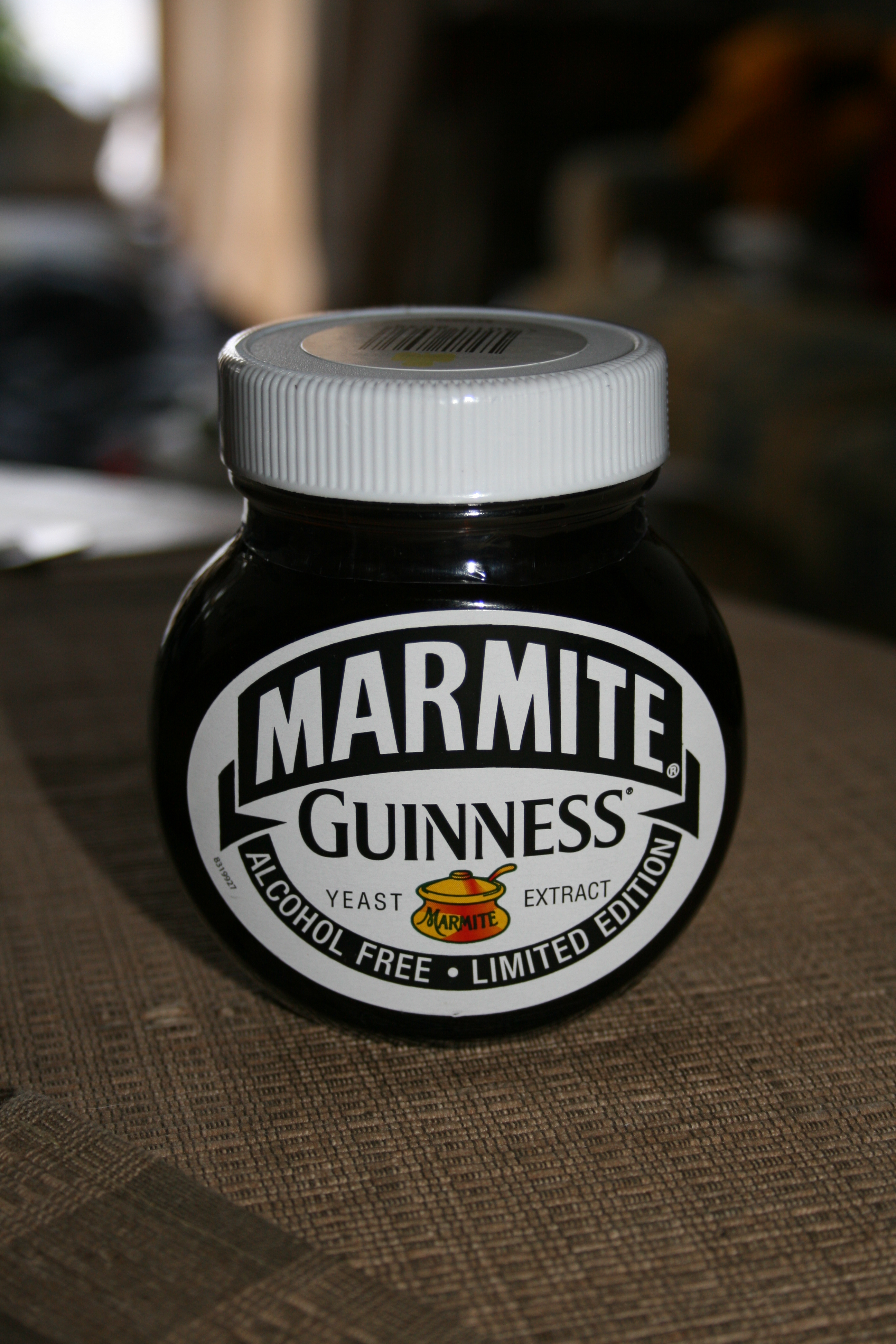
Imatge 6. Pot de Marmite edició Guinness

## Productes elaborats amb marmite
Un dels productes derivats del marmite més populars és la mantega de cacauet, considerada per la Camilla Williamson, mànager de Marmite, com el llançament més emocionant des del naixement de la marca. Aquesta versió de la clàssica mantega de cacauet es pot trobar en format “smooth”, sense fragments de cacauets, o amb fragments amb el format “crunchy”. Per altra banda, la marca ha realitzat una col·laboració amb Marks & Spencer per a l'elaboració de 3 productes fets a partir de marmite que estan al mercat des del març del 2020. Es tracta de formatge en crema de marmite, mantega cremosa de marmite i un producte de pastisseria de marmite i formatge.

## Controvèrsia
L'any 2011 la premsa anglesa es va fer ressò de la noticia que el marmite havia estat prohibit a Dinamarca.
Tot deriva d'un decret danès del 2004 (Regulation No. 1925/2006), en el qual es tractava el tema dels aditius alimentaris i la "fortificació" dels aliments. En ell diu el següent.
| « | Traducció de l'anglès: Sobre additius alimentaris, l'addició de vitamines, minerals i altres substàncies ha de ser aprovada per l'Administració Danesa de Veterinària i Aliments abans que el producte es pugui comercialitzar a Dinamarca. L'Administració Danesa de Veterinària i Aliments no ha rebut cap sol·licitud de comercialització del marmite a Dinamarca o productes similars amb vitamines o minerals afegits. | » |
| — Ministry of Environment and Food af Denmark, https://www.foedevarestyrelsen.dk/english/ImportExport/Legislation_on_import_of_food/Pages/Marmite-not-banned-in-Denmark.aspx | |   |

El marmite, al contenir addició de vitamina B₁₂, entra dins del decret i és retirat del mercat des del 2011, fins que a l'any 2014, els proveïdors de marmite van sol·licitar una avaluació de riscos, després de la qual aquest producte va tornar a estar disponible a Dinamarca. Tot i això i tal com diu la cita del govern danès, el marmite no va arribar a estar prohibit, simplement no estava específicament permès o en altres paraules, no tenia llicència per comercialitzar-se al país.

## Curiositats
Entre les característiques pròpies d'aquest producte, es troben d'algunes curioses. Entre aquestes destaquen la capacitat d'ajudar a conciliar el son gràcies al seu alt contingut en magnesi, el qual està relacionat amb numerosos processos que afecten la funció muscular, entre ells relaxar els nervis i la musculaturai, fins i tot, ajuda també a superar la ressaca. Per una altra banda, potencia i protegeix l'activitat de les neurones, ja que el marmite conté gran quantitat de vitamines del grup B, les quals tenen un paper essencial a tots els aspectes de la funció cerebral. A més, gràcies també a l'elevada dosi d'aquestes, s'ha usat pel tractament de malalties, com el beri-beri, la malària o l'anèmia megaloblàstica, tal com va demostrar B.Vinke al 1964.
Segons un estudi de la Universitat de York, El consum d'aquesta vitamina de forma continuada augmenta els nivells del neurotransmissor GABA. Aquest neurotransmissor és un missatger químic que s'utilitza com a senyal perquè les cèl·lules redueixin la seva activitat i, conseqüentment, redueix l'ansietat i indueix un estat de calma.
El 2010 es va inaugurar un monument que representa un pot de Marmite a Burton-upon-Trent i va costar unes 15.000 lliures. Aquest monument també va generar polèmica, ja que els amants del producte afirmaven que era massa petit i la ubicació no era l'adequada per fer honor a aquest mític producte.
Una altra curiositat que s'ha trobat del marmite o similars és que es pot afegir en baixos nivells a les solucions de glucosa com a font de nutrients complementària per fomentar el creixement de llevats. Al 2016 es va conduir un experiment que va comprovar que l'addició de extractes de llevat com marmite i vegemite millorar el rendiment final del procés de fermentatiu dels llevats estudiats.